# Gandi (Sebba)
Pour les articles homonymes, voir Gandi.
Gandi est une commune située dans le département de Sebba, dans la province du Yagha, région du Sahel, au Burkina Faso.